# Landkreis Lüchow-Dannenberg
Landkreis Lüchow-Dannenberg är ett distrikt (Landkreis) i det tyska förbundslandet Niedersachsen.

## Administrativ indelning
I förvaltningsrättslig mening finns i modern tid ingen skillnad mellan begreppet Stadt (stad) gentemot Gemeinde (kommun).

### Samtgemeinde
| - Samtgemeinde Elbtalaue | - Samtgemeinde Gartow | - Samtgemeinde Lüchow (Wendland) |  |

### Kommunfria områden
| - Gartow | - Göhrde |  |  |